# 卡洛·迈基宁
卡洛·迈基宁（芬蘭語：Kaarlo Mäkinen，1892年5月14日—1980年5月11日），芬兰男子摔跤运动员。他曾代表芬兰参加1920年、1924年和1928年夏季奥林匹克运动会摔跤比赛，获得一枚金牌和一枚银牌。